# Kirsten Brandt

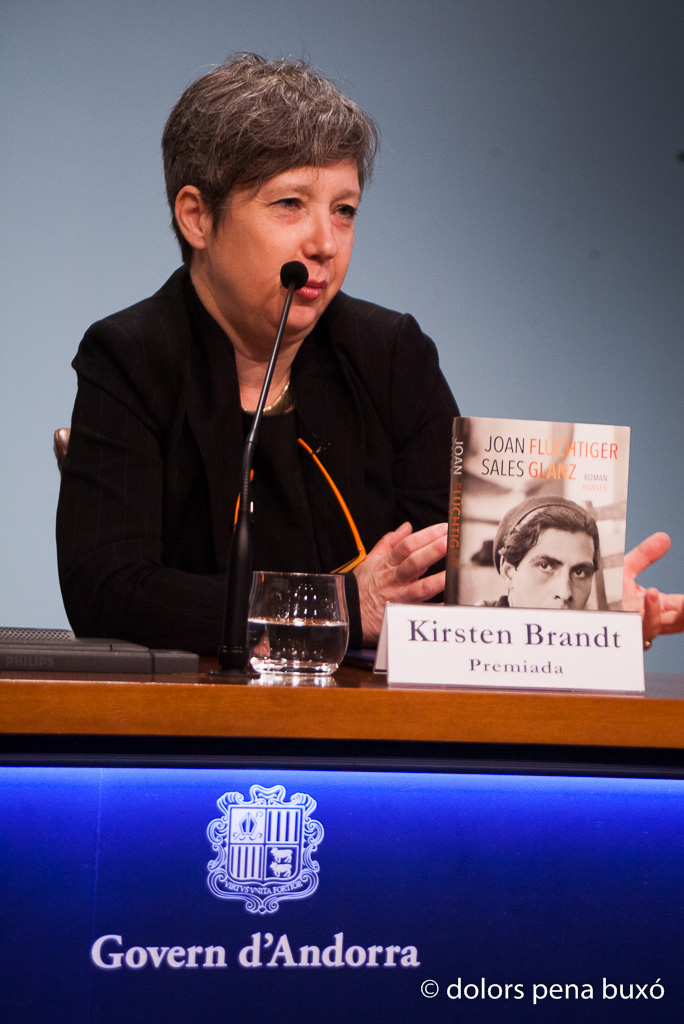
Kirsten Brandt

Kirsten Brandt (* 1963 in Friedberg (Hessen)) ist eine deutsche literarische Übersetzerin.

## Leben
Kirsten Brandt verbrachte ihre Kindheit und Jugend in Offenbach am Main. Sie absolvierte eine Ausbildung zur Buchhändlerin und
war von 1983 bis 1986 im Sortimentsbuchhandel tätig. Von 1986 bis 1996 studierte sie Lusitanistik, Anglistik und Germanistik an den Universitäten in Frankfurt am Main und Hamburg; sie schloss dieses Studium mit dem Magistergrad ab. Brandt arbeitete als Literaturagentin und lebte zeitweise in Portugal und in Katalonien. Seit dem Jahre 2000 ist sie als freiberufliche literarische Übersetzerin tätig. Sie lebt heute mit ihrer Familie in Offenbach.
Kirsten Brandt übersetzte anfangs Belletristik aus dem Portugiesischen und Spanischen; inzwischen liegt der Schwerpunkt ihrer Arbeit auf dem Übersetzen von Werken in katalanischer Sprache. Brandt ist Mitglied im Verband deutschsprachiger Übersetzer literarischer und wissenschaftlicher Werke. 2005 erhielt sie für ihre Übersetzung von Dulce Chacóns Roman "Fandango im Schnee" den Übersetzerpreis der Spanischen Botschaft in Deutschland.

## Übersetzungen ins Deutsche
- Roberto Bolaño: Exil im Niemandsland, Berlin 2008
- Fernando Bonassi: 3 x Fußball, (3 X Futebol) in Luiz Ruffato, Hg.: Der Schwarze Sohn Gottes. 16 Fußballgeschichten aus Brasilien. Assoziation A, Berlin 2013[2]
- Jaume Cabré: Das Schweigen des Sammlers, Berlin 2011
- Jaume Cabré: Senyoria, Frankfurt am Main 2009
- Jaume Cabré: Die Stimmen des Flusses, Frankfurt am Main 2007
- José Calvo Poyato: Schach der Königin, Bergisch Gladbach 2007
- José Calvo Poyato: Der Verfluchte, Bergisch Gladbach 2008
- Miguel Esteves Cardoso: Der Mädchenfriedhof, Heidelberg 2001
- Cataloonia!, Frankfurt, M. 2007
- Dulce Chacón: Fandango im Schnee, Bergisch Gladbach 2004
- Flavia Company: Die Insel der letzten Wahrheit, London [u. a.] 2011
- Marisa García Vergara: Museo Nacional Centro de Arte Reina Sofía – Führer zur Sammlung, Madrid 2007 (übersetzt zusammen mit Ursula Barta)
- Vanessa da Mata: Blumentochter, Berlin 2014
- Eduardo Mendoza, Das dunkle Ende des Laufstegs, Zürich 2016. Ausgezeichnet mit dem Preis der Spanischen Botschaft
- Rosa Montero: Die Ritterin des Königs, Bergisch Gladbach 2008 (übersetzt zusammen mit Petra Zickmann)
- Maria João Lello Ortigão de Oliveira: Das unsichtbare Paradies, Berlin 1997
- Sergi Pàmies: Wie man in eine Zitrone beißt, ohne das Gesicht zu verziehen, Frankfurt am Main 2008
- Marc Pastor: Mala Dona, Bergisch Gladbach 2010
- Josep Pla: Enge Straße, Zürich 2007
- Baltasar Porcel: Das Mittelmeer, Berlin 2009
- Josep Quetglas: Der gläserne Schrecken, Basel [u. a.] 2001
- Rosa Ribas: Kalter Main, Frankfurt am Main 2009
- Rosa Ribas: Tödliche Kampagne, Berlin 2010
- Rosa Ribas, Sonst ist er tot, Berlin 2015
- Carme Riera: Der englische Sommer, Berlin 2007
- Mercè Rodoreda: Der Garten über dem Meer, Hamburg 2014
- Emili Rosales: Tiepolo und die unsichtbare Stadt, München [u. a.] 2007
- Joan Sales: Flüchtiger Glanz, München 2015. Nominiert für den Preis der Leipziger Buchmesse 2016. Ausgezeichnet mit dem Premier Ramon Llull de Traducció 2016.
- Francisco José Viegas: Schatten der Tiefe, Bergisch Gladbach 2005
- Teresa Viejo: Die Geschichte des Wassers, München [u. a.] 2012
- Eugeni Xammar: Das Schlangenei, Berlin 2007

## Übersetzungen ins Spanische
- Erich H. Heimann: Azulejos y baldosas, Madrid 2001
- Erich H. Heimann: Cómo renovar cuartos de baño, Madrid 2000 (übersetzt zusammen mit Jordi Roca Cirera)
- Roland Kübler: El anillo de las fábulas, Barcelona 2000
- Susanne Ratza: Pintar, esmaltar y empapelar paso a paso, Premià de Mar (Barcelona) 2000 (übersetzt zusammen mit Jordi Roca)
- Ingeborg Schier: Montaje de instalaciones eléctricas, Madrid 2000
- Jakob Wassermann: Caspar Hauser, Barcelona 2002 (übersetzt zusammen mit Jorge Miracle)